# Франс Ван Кауеларт
Франс Ван Кауеларт (на нидерландски: Frans Van Cauwelaert) е фламандски политик от Католическата партия.

## Биография
Той е роден на 10 януари 1880 година в Онзе Лийве Врау Ломбек (днес част от Росдал) край Брюксел. Активен участник във Фламандското движение и съосновател на всекидневника „Стандард“, той е кмет на Антверпен от 1921 до 1932 година и председател на долната камара на парламента от 1939 до 1954 година, включително по време на Втората световна война, когато живее в Ню Йорк.
Франс Ван Кауеларт умира на 17 май 1961 година в Антверпен.